# Bujandelgerijn Bold
Bujandelgerijn Bold (mong. Буяндэлгэрийн Болд, ur. 25 sierpnia 1960 w Ułan Bator) – mongolski zapaśnik walczący przeważnie w stylu wolnym. Olimpijczyk z Moskwy 1980, gdzie zajął piąte miejsce w wadze średniej (68 kg) w stylu klasycznym. Został wicemistrzem świata w 1983 i 1985. Zdobył złoty medal na igrzyskach azjatyckich w 1982. Zajął trzecie miejsce w Pucharze Świata w 1981 i czwarte w 1986 roku.
- Turniej w Moskwie 1980

W pierwszej fazie pokonał zawodnika Iraku Mustafę Mahmuda i reprezentanta Afganistanu Sachidada Hamidiego. Potem przegrał z Andrzejem Supronem i Szwedem Larsem Erickiem Skiöldem